# 巴比倫之獅

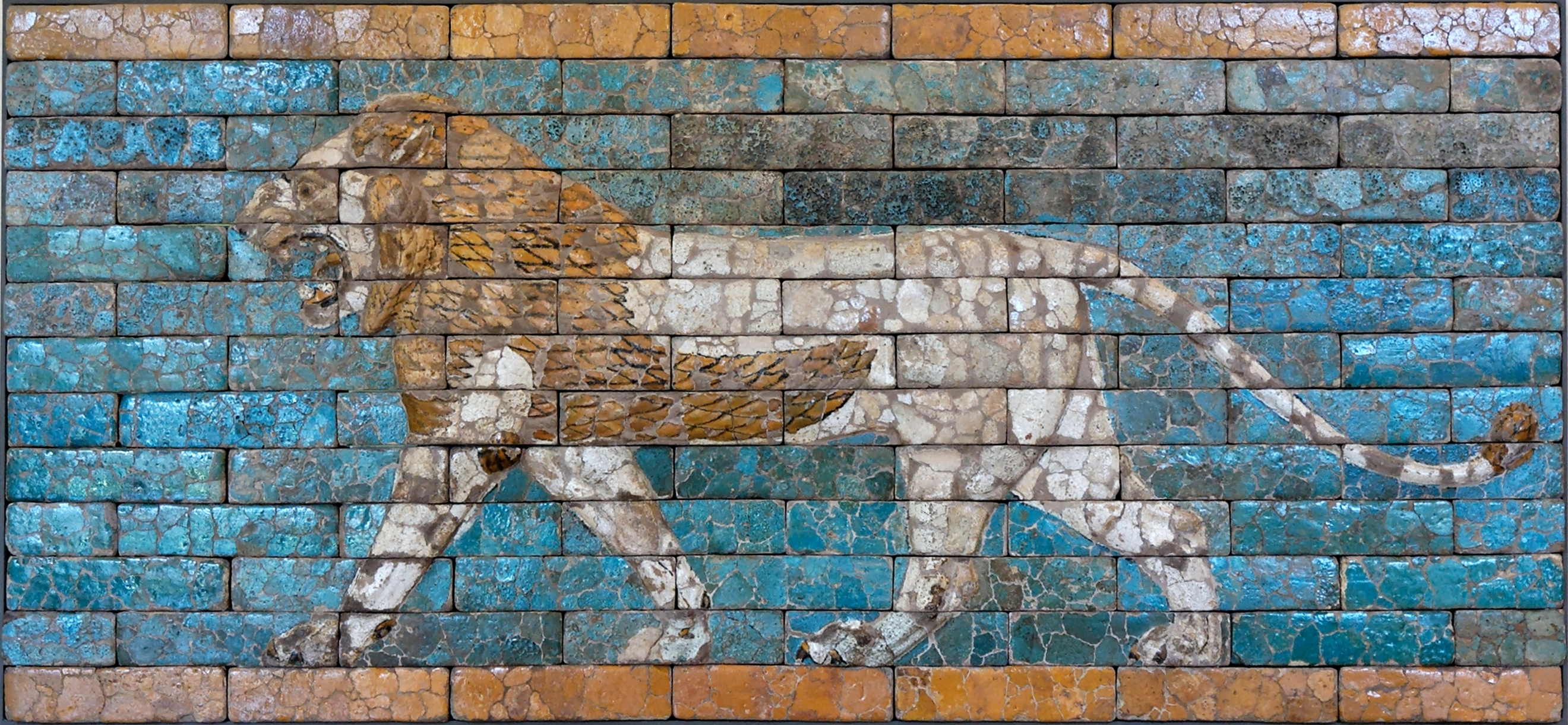
伊什塔爾城門上的巴比倫之獅。

巴比倫之獅是一副古巴比倫的象徵圖案，巴比倫之獅象徵了巴比倫君主。